# Transferència horitzontal de gens
La transferència horitzontal de gens, o HGT (de les sigles en anglès de horizontal gene transfer), també trasllat de gens lateral (LGT), és qualsevol procés en el qual un organisme transfereix material genètic a una altra cèl·lula que no és el seu descendent. Per contrast, la transferència vertical de gens succeeix quan un organisme rep material genètic del seu avantpassat, com per exemple el seu pare, o d'un individu de l'espècie en què es convertirà. Els estudis en genètica s'han centrat sobretot en el trasllat vertical que és el sistema predominant, però actualment se sap que el trasllat de gens horitzontal és un fenomen força significatiu. És un fenomen que es dona de manera més habitual en microorganismes, especialment en bacteris, per la transferència de gens citoplasmàtics que són codificats com un plasmidi. Tanmateix aquesta transferència s'ha demostrat poder realitzar-se en altres organismes com llevats i cèl·lules animals i vegetals en condicions experimentals.

## Conjugació

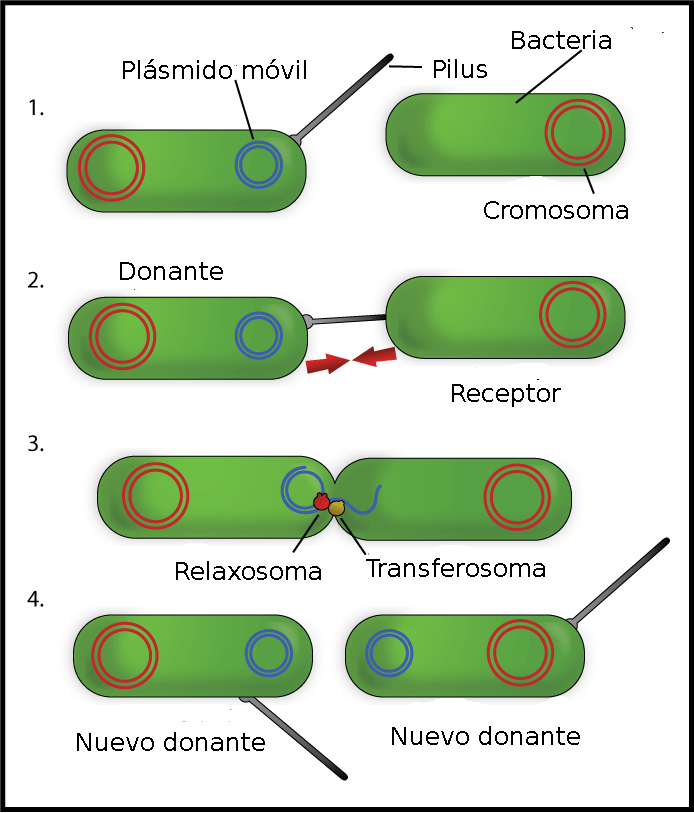
Esquema de la conjugació bacteriana.
1.- La cèl·lula donant genera un pius.
2.- El pilus s'uneix a la cèl·lula receptora i ambdues cèl·lules s'aproximen.
3.- El bacteri donen fa passar la informació a través del pilus.
4.- La cèl·lula donant sintetitza una segona cadena i es queda com el principi mentre i ambdues generen nous pilis fent que siguin donadores.

En la conjugació intervenen dos bacteris on hi ha un donador i un receptor. Per poder fer aquest procés es necessita que hi hagi contacte entre els dos bacteris i es fa a través del pel sexual o pilus per on passa la informació genètica d'un bacteri a l'altre. En aquest procés es necessita que els dos bacteris siguin de la mateixa espècie.

## Transformació
Aquest es dona en aquells casos en què uns bacteris que per fagocitosi agafen fragments d'ADN residuals d'algun altre bacteri mort en el medi. Posteriorment aquest ADN es pot incorporar. A través d'aquest mecanisme es poden obtenir noves espècies, ja que pot agafar material genètic d'una que no és la seva.

## Transducció
Aquest mecanisme es produeix quan es dona la infecció d'un virus. Els virus quan infecten uneixen l'ADN amb la informació genètica de la cèl·lula hoste i es replica, es pot donar el cas que per un error el virus a l'hora de replicar-se agafi material genètic de l'hoste i se l'incorpori com si fos seu, en aquest cas quan aquest nou virus infecti un bacteri l'hi introduirà material genètic a un altre. A diferència de la transformació en aquest cas no pot ser material genètic d'una altra espècie, ja que els virus són molt específics i només afecten aquesta.